# Banda Musical e Cultural da Vila de Rio de Moinhos
A Banda Musical e Cultural da Vila de Rio de Moinhos é a mais antiga e nobre instituição desta freguesia situada no concelho de Penafiel. Devido ao facto de já ser centenária e dela fazerem parte muitos filhos da terra, a banda sempre mereceu o carinho dos riodemoinhenses, que sempre que podem se deslocam às freguesias onde a banda atua. Possui um carácter amador e tem funcionado em regime de associativismo público, o que implica que a maior parte do esforço de a manter operacional e capaz de atuar se deva ao brio e orgulho da freguesia, a par da dedicação daqueles que a integram, desde o presidente da coletividade, passando pelo maestro, músicos, até ao simples associado.

## História
Fundada no dia 1 de Maio de 1907 por aquele que seria o seu primeiro maestro, Manuel Ferreira Cancela. Era a época dos coretos e das rapsódias ao ar livre nos dias de festa. Rio de Moinhos não foi exceção e contou a partir dessa data com um embelezamento extra nas suas festas. Tal como o seu fundador, também a maior parte dos membros da banda eram originários de Rio de Moinhos.
A Manuel Ferreira Cancela sucedeu o seu filho Alfredo Ferreira Meneses. Um sobrinho do fundador, Armando Ferreira Cancela, chegaria a maestro da banda em 1928. Foi um dos factos mais marcantes da história pois foi maestro da banda durante 48 anos. Neste período surgem várias obras originais da banda devido à arte do seu maestro em escrever músicas, assim como se dá a expansão do ensino da música em Rio de Moinhos.
A Banda é instituída em Associação, em 1977, tendo como seu Presidente António Ferreira Pinto Correia e como maestro Júlio Augusto Cunha Santos (bisneto do fundador).
Em 1996, a banda recebeu da Câmara Municipal de Penafiel a Medalha de Mérito Municipal Dourada pelos relevantes serviços prestados em prol da Cultura. Nesse mesmo ano foi gravado o primeiro CD da banda.
Dois anos depois foi condecorada pela Federação das Coletividades do Distrito do Porto com a Medalha de Mérito Cultural pelos serviços prestados em prol do Associativismo, da formação Musical e da Cultura.
O reconhecimento como Instituição de Utilidade Pública, pela Presidência do Conselho de Ministros, ocorreu no ano de 1999, conforme publicação no Diário da República nº 247 II série de 22 de outubro de 1999.
Em 2000 foi condecorada pela Federação Portuguesa das Coletividades de Cultura e Recreio, pelo excelente trabalho desenvolvido na promoção cultural e recreativa, com a Medalha e Diploma de Valor e Exemplo.
Receberam o mais alto Galardão de Reconhecimento e Homenagem, pela Confederação Portuguesa das Coletividades de Cultura, Recreio e Desporto, em 2005.

## Condecorações e prémios
Ao longo da sua história, a banda foi recebendo vários prémios como reconhecimento do seu valor e da sua contribuição para o fomento da cultura na sua região e também em Portugal. Destacam-se as seguintes condecorações:
- 1996: Medalha de Mérito Municipal Dourada da Câmara Municipal de Penafiel.
- 1998: Medalha de Mérito Cultural da Federação das Coletividades do Distrito do Porto.
- 1999: Instituição de Utilidade Pública.
- 2000: Medalha e Diploma de Valor e Exemplo - Federação Portuguesa das Coletividades de Cultura e Recreio.
- 2005: Galardão de Reconhecimento e Homenagem - Confederação Portuguesa das Coletividades de Cultura, Recreio e Desporto.